# Giorgio Marini
Giorgio Marini (Florencia, 1836 — Castelo Branco, 8 de julio de 1905), fue un pintor de origen italiano, establecido finalmente en Portugal, tras viajar por diversos países de Europa. Nacido en Florencia, se formó en la Escuela de Bellas Artes de la ciudad del Arno. Su producción pictórica fue abundante, y de muy diversos temas: retratos, bodegones, paisajes y pintura religiosa e histórica.